# Jacobus Cornelius Matthaeus Radermacher
Jacob Cornelis Matthieu (JCM) Radermacher  ( * 1741 – 24 de diciembre de 1783) fue un militar, explorador, botánico, y escritor neerlandés.
Nació en La Haya; fue un oficial de las Fuerzas Armadas de la Compañía Holandesa de las Indias Orientales (acrónimo en neerlandés VOC) en Batavia (Yakarta) así como un talentoso naturalista. Nació dentro de una familia influyente, su padre era Jacob Cornelis Radermacher (1700-1748), tesorero general del príncipe. Su tío y su sobrino fueron miembros del Consejo de Directores de la VOC. En 1757, con solo dieciséis años, viajó a Indonesia para trabajar como mercader de la VOC.
El 21 de mayo de 1761 Jacob se casó con Margaretha Sophia Verijssel. En 1762 Radermacher creó un Círculo Masónico en Batavia, siendo el primer núcleo masónico de Asia. En 1763 retornó a Holanda a continuar sus estudios, y se graduó en leyes en Harderwijk. Graduado el 13 de junio de 1766, se estableció como abogado en Arnhem. Tras un corto tiempo, tomó la decisión de volver a Batavia. El 20 de diciembre de 1766, con su esposa Margaretha y dos hijos Frans Reinier (* 1 de marzo de 1765 - 1816) y Johannes Cornelis (1766–1767), abordan el buque Tulpenburg a Indonesia. El más pequeño, Johannes Cornelis, aún un infante, fallece al mes de la partida.
En 1776, Radermacher fue promovido por la VOC con el título de "Consejero ExtraOrdinario de la India".
Durante su estada en Batavia, Radermacher fue un promotor incondicional de las artes y de las ciencias en el Lejano Oriente. El 24 de abril de 1778 fundó la "Sociedad de Batavia de Artes y Ciencias" ("Bataviaasch Genootschap van Kunsten en etenschappen"). También donó una cantidad sustancial de escritos y colecciones para comenzar el museo. Durante ese tiempo también catalogó una cantidad significativa de flora y fauna de las islas de Java y de Sumatra.
En 1781 Radermacher fue nombrado Comisario de la Flota y del Ejército, y Consejero común de la India. Luego del deceso de su esposa, se vuelve a casar con Bataviase Anna Bosch.
En 1783, por razones de salud, pidió permiso para regresar a Holanda. Sin embargo, mientras se dirigía en ruta a casa, en el Océano Índico, el 24 de diciembre hubo un motín a bordo, y Radermacher fue muerto.

## Honores

### Epónimos
- (Bignoniaceae) Radermachera Zoll. & Moritzi[2]

- La abreviatura «Raderm.» se emplea para indicar a Jacobus Cornelius Matthaeus Radermacher como autoridad en la descripción y clasificación científica de los vegetales.[3]